# Litsea baviensis
Litsea baviensis är en lagerväxtart som beskrevs av Paul Lecomte. Litsea baviensis ingår i släktet Litsea och familjen lagerväxter. Inga underarter finns listade i Catalogue of Life.